# 벌리 그라임스
벌리 알랜드 그라임스(Burleigh Arland Grimes, 1893년 8월 18일 ~ 1985년 12월 6일)는 1910년대부터 1930년대까지 메이저 리그 베이스볼에서 활약한 미국의 프로 야구 선수이며 스핏볼을 던지는 데 공식적으로 허용된 마지막 투수였다. 그라임스는 이 장점의 대부분을 이루어 270개의 경기를 우승하고, 자신의 19년 경력에 4개의 월드 시리즈에서 투구하였다.
통산 19개의 시즌 동안 616개의 경기(선발 497경기) 4180개의 이닝, 270 승 212 패, 314개의 완투, 35개의 완봉, 151개의 스트라이크아웃, 3.53의 평균자책점을 기록했다. 1954년 위스콘신주 선수 명예의 전당과 1964년 미국 야구 명예의 전당으로 선출되었다.

## 어린 시절
위스콘신주 에머랄드에서 태어난 그라임스는 농부이자 전 노동자 닉 그라임스와 전 위스콘신주 입법자의 딸 루스 터틀의 첫 아들이었다. 이전에 몇몇의 지방 팀들을 위하여 야구를 한 부친은 클리어레이크 옐로재키츠를 감독하였고, 아들에게 이른 생애에 어떻게 경기를 하는 것을 가르쳤다. 벌리 그라임스는 또한 어린이로서 권투에 참가하기도 하였다.
그는 미네소타-위스콘신 리그의 오클레어 커미셔너스를 위하여 1912년 자신의 프로 데뷔를 이루었다. 1913년 그는 아이오와주 오툼와에서 센트럴 어소시에이션의 오툼와 패커스를 위하여 활약하였다.

## 메이저 리그 베이스볼 경력
1916년과 1917년에 그라임스는 피츠버그 파이리츠를 위하여 활약하였다. 1918년 시즌이 오기 전에 그는 다수의 선수 이적에서 브루클린 로빈스로 보내졌다. 1920년 스핏볼이 금지될 때 그는 지속적으로 투구하는 데 허용된 17명의 설립된 투수들 중의 하나로 임명되었다. 베이스볼 다이제스트에 의하면 필라델피아 필리스가 그라임스가 스핏볼을 던지는 것을 알았기 때문에 그들이 그의 공을 타구할 수 있었다고 한다.
그러고나서 그는 뉴욕 자이언츠 (1927), 다시 파이리츠 (1928 ~ 29), 보스턴 브레이브스 (1930)와 세인트루이스 카디널스 (1930 ~ 31)를 위하여 투구하였다. 그는 핵 윌슨과 버드 티치아웃을 위한 교환에서 1932년 시즌이 오기 전에 시카고 컵스로 이적되었다. 그는 카디널스 (1933 ~ 34)로 돌와왔고, 그러고나서 다시 파이리츠 (1934)와 뉴욕 양키스 (1934)로 옮겼다. 그라임스는 자신이 투구하러 갔던 날들에 면도를 안하는 버릇으로 관련된 "Ol' Stubblebeard"라는 별명이 붙었다.
자신의 은퇴 당시 그는 1920년 스핏볼이 금지된 후, 투구하는 데 허용된 17명의 스핏볼 투수들 중의 하나이면서 스핏볼을 던지는 데 법적으로 허용된 마지막 선수였다. 그는 자신의 기질로 오래가는 수비 평판을 취득하였다. 그는 갑판의 범위에서 타자에게 공을 던지는 데 "야구 수치의 전당"에 놓였다. 그의 친구들과 성원자들은 내야에서 떨어져 나갈 때 일종의 견실한 선수였다는 것을 주목한다. 다른이들은 그의 나쁜 쪽에 진척된 많은이들에게 그가 욕심스러운 태도를 보였다고 주장한다. 그는 더그아웃에서 자신의 가장 좋은 친구 아이비 올슨에게만 주로 말을 하고, 경기들이 열리기 전에 마티아스 슈로더라고 불리는 남자에게만 투구하려고 하였다. 많은이들이 그가 '이웃에서 온 좋은 남자' 만이었다고 말하면서 슈로더의 신분은 많은 다저스의 선수들 사이에 잘 알려지지 않았다.

## 선수 이후의 경력
그라임스는 일리노이-인디애나-아이오와 리그의 블루밍턴 블루머스를 위하여 선수 겸 감독으로서 1935년 마이너 리그로 옮겼다. 그는 팀을 위하여 21개의 경기를 시작하여 2.34의 평균자책점을 기록하고, 10 승 5 패의 기록을 세웠다. 그는 시즌 후, 다시는 투수를 맡지 않고 아메리칸 어소시에이션의 루이빌 커늘스를 감독하러 옮겼다.
그라임스는 1937년 ~ 38년 시즌에 브루클린 다저스의 감독이었다. 그는 다저스의 감독으로서 케이시 스텡걸의 기간을 따라갔다. 그는 그의 팀들이 내셔널 리그에서 각각 6위와 7위를 하면서 131 승 171 패의 2년 기록을 수집하였다. 베이브 루스는 그라임스의 코치들 중의 하나였다. 리오 더로셔는 팀의 유격수 (1937)와 코치 (1938)였다. 그라임스가 1938년 시즌 후 총지배인 래리 맥페일에 의하여 해고될 때 더로셔가 그를 대체하는 데 기용되었다. 맥페일은 팀의 사기가 장기적 기간을 위하여 알맞어 오지 않았다고 말하였다.
그라임스는 마이너 리그의 감독과 스카우트로서 많은 세월 동안 야구에 남아있었다. 그는 1942년부터 1944년까지, 그리고 1952년부터 1953년까지 인터내셔널 리그의 토론토 메이플리프스를 감독하여 1943년 페넌트를 우승하였다. 볼티모어 오리올스의 스카우트로서 그라임스는 짐 파머와 데이브 맥널리를 발견하였다. 그라임스는 또한 캔자스주 인디펜던스에서 미키 맨틀이 1949년 자신의 프로 경력을 시작한 인디펜던스 양키스에서 2년간 감독하는 데 보조하기도 하였다.

## 이후의 생애
그라임스는 1964년 미국 야구 명예의 전당으로 선출되었다. 1981년 로런스 리터와 도널드 호니그는 자신들의 책 〈사상 100명의 거대한 야구 선수들〉에 그라임스를 포함시켰다.
그라임스는 1985년 12월 6일 92세의 나이로 위스콘신주 클리어레이크에서 암으로 사망하였다.

## 같이 보기
- 미국 야구 명예의 전당의 헌액자 목록